# Огнян Дойнов
Огнян Наков Дойнов е български комунист, член на БКП, държавник и дипломат.

## Биография
Роден е на 15 октомври 1935 г. в Гара Бов. Член е на ДСНМ от 1949 и на БКП от 1964 г. Завършва ВМЕИ в София, специалност „Топлотехника“ през 1959 г.
От 1959 г. работи в Министерството на транспорта; старши инженер е в отдел „Благоустройство“; в Столичния народен съвет (1960 – 1962), началник на търговска кантора във външнотърговска организация и заместник-търговски представител в Япония (1965 – 1970). При посещението на българска делегация на световното изложение в Осака EXPO´70 прави добро впечатление на Тодор Живков и е привлечен на работа във висшия партиен и държавен апарат и до 1973 година е съветник в Държавния съвет. За известно време е член на личния кабинет на Тодор Живков.
Огнян Дойнов излиза внезапно на публичната политическа сцена през 1973 година, когато на заседание на Политбюро и с явната подкрепа на Тодор Живков подлага на остри критики дотогавашния министър на машиностроенето Иван Попов, обявявайки се за по-мащабно развитие на промишлеността, най-вече на тежкото машиностроене.
С подкрепата на Живков през следващите години Дойнов се превръща във водеща фигура за икономическата политика на режима. От 1974 година е завеждащ отдел „Промишленост и транспорт“ при ЦК на БКП и заместник-председател на Министерския съвет, от 1976 до 1984 година е секретар на ЦК на БКП, а от 1977 до 1988 година – и член на Политбюро. През 1981 – 1986 година е министър на машиностроенето, а през 1986 – 1987 година е председател на създаденото за него надминистерство – Стопански съвет на Министерския съвет – от където е отстранен след юлския пленум на ЦК на БКП от 1987 г. с решение на IX народно събрание на 19 август 1987 г., по искане на съветското правителство и министър-председателя Георги Атанасов и съгласно постулатите на новата т. нар. Юлска концепция на Тодор Живков, като е заменен от министъра на икономиката и планирането Стоян Овчаров, което Суперминистерство на икономиката и планирането сменя закрития Стопански съвет. От 1980 г. е председател на Българската индустриална стопанска асоциация, а от 1984 г. и неин почетен председател. През октомври 1987-юни 1989 г. е Председател на Асоциация „Тежко машиностроене“, подчинена на Министерство на иконимиката и планирането с министър Стоян Овчаров, който заема ръководния пост на Дойнов в правителството, и с което ръководството на икономиката минава в ръцете на Стоян Овчаров. Българо-японския междуправителствен комитет за икономическо и научно-техническо сътрудничество на който до септември 1987 г. е председател Огнян Дойнов, от октомври 1987 г. е с председател Петко Данчев.
Дойнов е инициатор на стратегията за развитие на високотехнологично тежко машиностроене в страната, включваща един от последните грандомански проекти на социалистическия режим – останалият незавършен Завод за тежко машиностроене – Радомир. През втората половина на 70-те години пряко отговаря за елекрониката и осъществява политическото ръководство на промишления шпионаж в Първо главно управление на Държавна сигурност.
Провалът на стопанските инициативи на Дойнов, най-вече на плана за сътрудничество с японската компания „Кобе Стийл“ в Радомирския завод, за който Живков е критикуван остро от съветските власти, довежда до неговото отстраняване на 19 август 1987 г. първо от постовете Заместник-председател на Министерския съвет и Председател на Стопанския съвет при Министерския съвет, с което е изваден от състава на правителството, и впоследствие през декември 1988 година и като член на Политбюро на ЦК на БКП, и през юни 1989 г., и като Председател на Асоциация „Тежко машиностроене“. Той е назначен за посланик в скандинавските страни – от юни 1989 до март 1990 г. е извънреден и пълномощен посланик на България в Кралство Норвегия и република Исландия.
От 1990 г. живее в Австрия, въпреки опитите на главния прокурор да го върне в България, за да бъде изправен пред съда за предоставяне на нерегламентирана финансова помощ от страна на България на развиващите се страни по дело № 3 за т. нар. „Икономическата катастрофа“. След 1990 г. работи при Робърт Максуел, а по-късно е съветник на руския концерн „Нордекс“. Носител на ордените „Георги Димитров“ и „13 века България“.
Умира във Виена на 13 февруари 2000 г.